# Aphanolejeunea veillonii
Aphanolejeunea veillonii là một loài Rêu trong họ Lejeuneaceae. Loài này được (Tixier) Pocs mô tả khoa học đầu tiên năm 1984.